# Xenoleberis californica
Xenoleberis californica är en kräftdjursart som först beskrevs av Baker 1979.  Xenoleberis californica ingår i släktet Xenoleberis och familjen Cylindroleberididae. Inga underarter finns listade i Catalogue of Life.